# Desastre Ferroviário de Estômbar
O Desastre Ferroviário de Estômbar foi uma colisão de dois comboios junto a Estômbar, na Linha do Algarve, em Portugal, em 8 de Novembro de 1997. Este acidente provocou 4 mortos e 14 feridos.

## Antecedentes
Os dois comboios envolvidos no acidente foram o Regional 5806, que tinha como destino Vila Real de Santo António, e uma automotora fazendo o Interregional 981, que circulava de Tunes para Lagos. Ambos os comboios deviam cruzar-se em Portimão ou Estômbar, mas o maquinista do comboio 5806 violou as regras de circulação e entrou na zona destinada à outra composição.
Este sinistro ocorreu num troço onde o controlo da circulação era feito através do sistema de cantonamento telefónico, ou seja, para que um comboio saia da estação para a via única, era indispensável contactar, por telefone, o chefe da estação seguinte. Caso algum dos comboios se atrase de forma significativa, deviam ser dadas ordens para se estabelecer um novo local de cruzamento.
O total de passageiros em ambos os comboios era de 80 a 90 pessoas, segundo o porta-voz da operadora Caminhos de Ferro Portugueses, Américo Ramalho, embora um técnico da empresa no local do acidente tenha apontado que este número seria de apenas cerca de trinta pessoas.

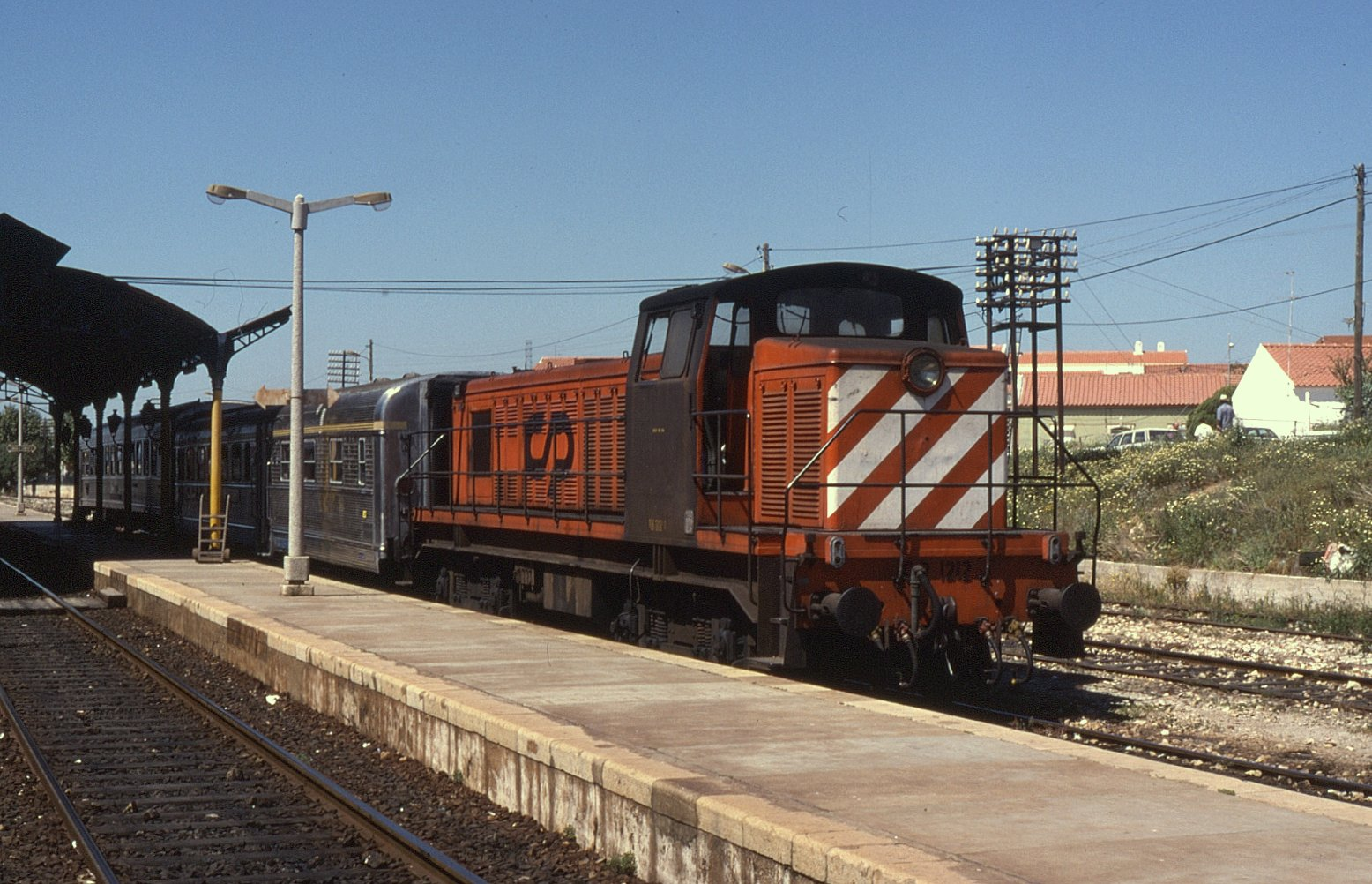
Locomotiva 1212, igual à 1215, a fazer um comboio regional em Tunes.

## Acidente
Os dois comboios colidiram por volta das 18h45, no quilómetro 326,275 da Linha do Algarve, uma área de via única junto ao sítio dos Pardais, em Estômbar. A locomotiva do comboio 5806 destruiu a cabina do comboio 981, que galgou sobre o outro comboio, matando o maquinista e um passageiro no compartimento de primeira classe. Depois as carruagens do comboio 5806 comprimiram a carruagem de primeira classe contra a máquina, provocando outros dois mortos. Ambos as composições descarrilaram, mas as carruagens não chegaram a tombar, apesar daquele troço de via circular sobre taludes.
A maior parte dos passageiros saíram sozinhos dos destroços, tendo-se afastado do local a correr.
Deste desastre resultaram ainda catorze feridos ligeiros, tendo os danos materiais avultado a mais de um milhão de contos. A locomotiva 1215, que esteve envolvida no acidente, foi abatida ao serviço.

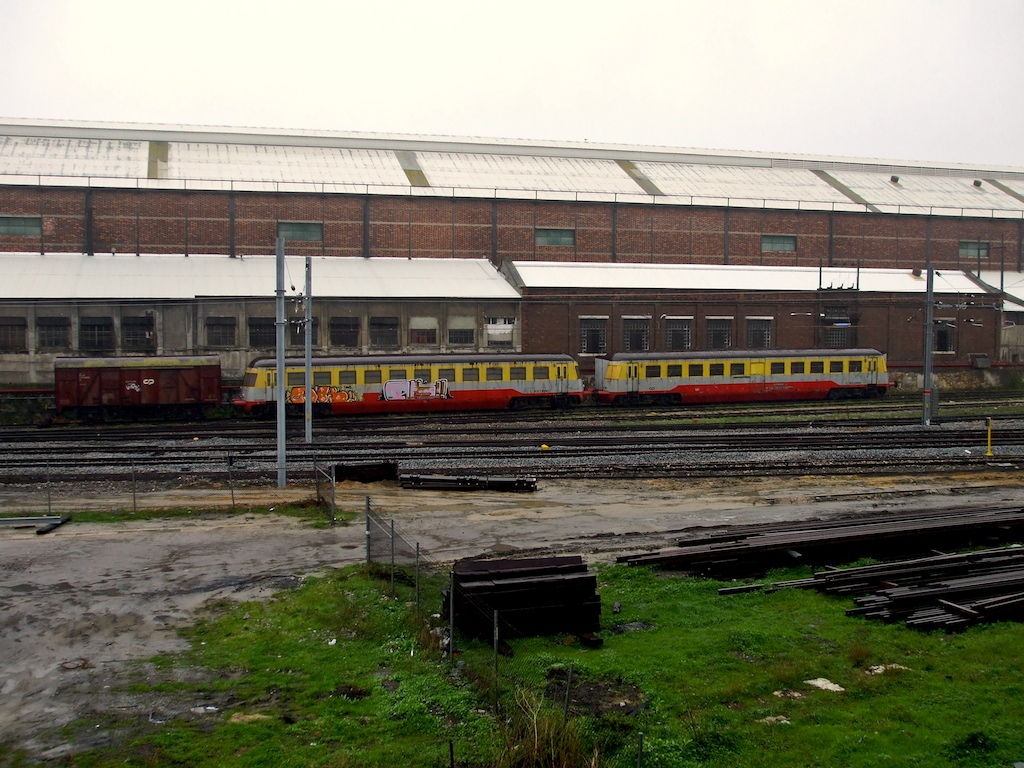
Comboio-Socorro no Barreiro, em 2008.

## Socorros
Pouco depois de ter sido dado o alarme, chegaram os bombeiros, tendo sido envolvidos nas operações de resgate 150 homens de dez corporações de todo o Algarve, com o apoio de um helicóptero vindo de Beja. Os feridos foram transportados para o Hospital de Portimão. A maior parte apresentava apenas escoriações ligeiras, embora um passageiro tenha inspirado maiores cuidados e ficado em observação.
No dia seguinte, ainda não tinham sido retirados as duas composições acidentadas, uma vez que para esta operação era necessário um comboio especial, o Comboio de Socorro. Uma vez que as vias férreas no Alentejo estavam interditadas devido aos estragos provocados por um temporal na semana anterior, o Comboio de Socorro veio por estrada do Barreiro até Tunes, onde seguiu pelo caminho de ferro. A operadora não tinha ainda uma estimativa de quanto tempo ficaria interrompida a Linha do Algarve naquele troço, estando prevista a implementação de um sistema alternativo de transporte por estrada.

## Investigação
O presidente dos Caminhos de Ferro Portugueses, Crisóstomo Teixeira, foi ao local do sinistro para avaliar a situação. No dia seguinte ao acidente, Américo Ramalho anunciou a realização de um inquérito, admitindo-se desde logo que o acidente tinha ocorrido por erro humano. A abertura do inquérito foi ordenada pelo Director Geral de Gestão de Infraestruturas da operadora Caminhos de Ferro Portugueses em 10 de Novembro, de forma a apurar as suas causas e determinar as responsabilidades, processo que foi concluído em 8 de Janeiro de 1998. Averiguou-se que a culpa do acidente foi do maquinista do comboio 5806, por ter desrespeitado as regras, pelo que, em 22 de Janeiro, o Conselho de Gerência dos Caminhos de Ferro Portugueses deliberou a abertura de um processo disciplinar, com o fim de despedir o maquinista.
O acidente pôs em causa o sistema de comunicações utilizado naquele troço, que já antes tinha sido criticado pelo deputado Fialho Anastácio, futuro governador civil de Faro.